# Ministerio de Transparencia, Fiscalización y Control (Brasil)
El Ministerio de Transparencia, Fiscalización y Control (en portugués, Ministério da Transparência, Fiscalização e Controladoria-Geral da União) fue creado el 12 de mayo de 2016 por la medida provisória 726/2016.
Las cualificaciones de la extinta Controladuría General de la Unión (CGU) fueron transferidas por el mismo decreto a este ministerio.

## Historia
El primer titular de la cartera, Fabiano Silveira, renunció al cargo el 30 de mayo de 2016, después de que fuera revelada una grabación en la que él mismo criticaba la Operación Lava Jato. El contenido provocó la indignación de los funcionarios de la extinta CGU, que exigieron la salida del ministro y la regeneración del órgano. Con la salida de Silveira, asumió el cargo de manera interina Carlos Higino. Dos días después el presidente en ejercicio, Michel Temer, nombró al exministro del TSE, Torquato Jardim.

## Corrupción en el Ministerio de Transparencia

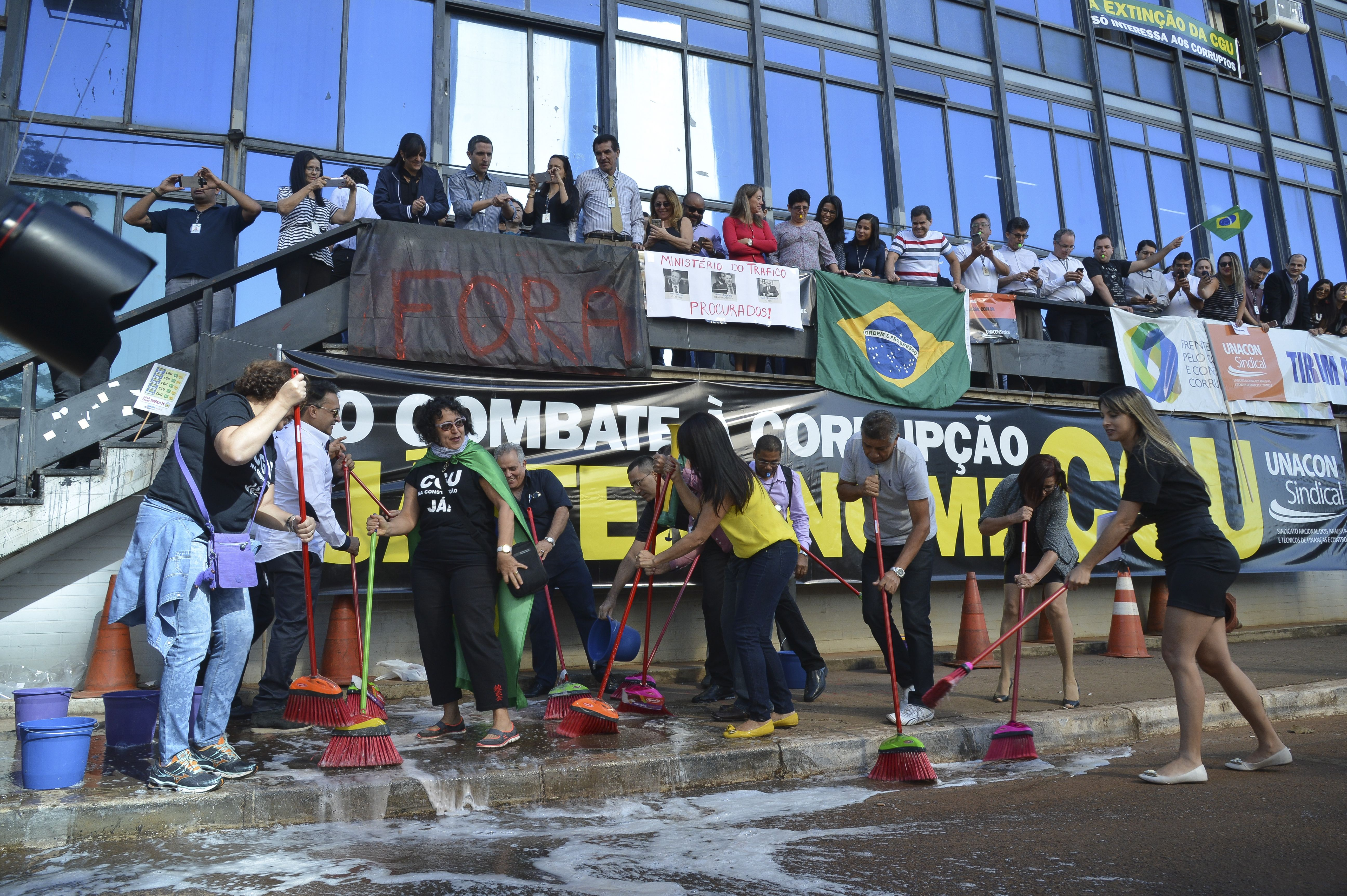
Servidores de la extinta CGU hacen acto para pedir la exoneración del ministro de la Transparencia, Fiscalización y Contraloría-General de la Unión, Fabiano Silveira (Antonio Cruz/Agencia Brasil)

A pesar de ser responsable del combate contra la corrupción en el poder público, el ministerio tiene dificultades para investigar desvíos de conducta cometidos por sus propios operarios. El problema se hizo público cuando en junio de 2016 fue revelado por el Estadão Datos y el UOL que el auditor jefe de la Agencia Nacional del Petróleo fue citado en el escándalo conocido como Panama Papers. Antônio Carlos Nieves de Mattos aparece como dueño de una offshore (empresa de fachada en el exterior) creada por la Mossack Fonseca. Antônio Carlos es servidor cedido a la ANP por el Ministerio de Transparencia, responsable hace más de 10 años por la auditoría de todos los procedimientos y cuentas internas de la agencia. Y está prohibida por el estatuto de los servidores la participación en gerencia o administración de sociedad privada, personificada o no personificada y ejercer el comercio. Aunque existan propósitos lícitos en la apertura de cuentas y empresas offshore cuando se trata de agentes privados, la finalidad más común es la ocultación de recursos oriundos de actividades criminales como recibimiento de sobornos y exoneración fiscal. La ANP y el Ministerio de Transparencia fueron criticados por la lentitud en filtrar la denuncia, posibilitando que Antônio Carlos continúe ejerciendo normalmente sus funciones en la ANP, aún controlando una empresa opaca (offshore).